# Póvoa de El-Rei
Póvoa de El-Rei é uma povoação portuguesa do Município de Pinhel que foi sede da extinta Freguesia de Póvoa de El-Rei, freguesia que tinha 6,41 km² de área e 53 habitantes (2011), e, por isso, uma densidade populacional de 8,3 hab/km².
A Freguesia de Póvoa de El-Rei foi extinta (agregada), no âmbito da última reorganização administrativa do território das freguesias, de acordo com a Lei nº 11-A/2013 de 28 de Janeiro, tendo o seu território sido agregado ao das freguesias de Santa Eufémia e de Sorval para constituir a Freguesia de Vale do Massueime com sede em Santa Eufémia.
El rei Afonso III atribui o foral à Póvoa em 25 de maio de 1262.

## População
★ Nos anos de 1864 a 1890 figura no concelho de Trancoso, tendo passado para o actual concelho por decreto de 12/07/1895

| Totais e grupos etários | Totais e grupos etários | Totais e grupos etários | Totais e grupos etários | Totais e grupos etários | Totais e grupos etários | Totais e grupos etários | Totais e grupos etários | Totais e grupos etários | Totais e grupos etários | Totais e grupos etários | Totais e grupos etários | Totais e grupos etários | Totais e grupos etários | Totais e grupos etários | Totais e grupos etários |
| ----------------------- | ----------------------- | ----------------------- | ----------------------- | ----------------------- | ----------------------- | ----------------------- | ----------------------- | ----------------------- | ----------------------- | ----------------------- | ----------------------- | ----------------------- | ----------------------- | ----------------------- | ----------------------- |
|                         | 1864                    | 1878                    | 1890                    | 1900                    | 1911                    | 1920                    | 1930                    | 1940                    | 1950                    | 1960                    | 1970                    | 1981                    | 1991                    | 2001                    | 2011                    |
|                         | 239                     | 265                     | 265                     | 307                     | 330                     | 282                     | 258                     | 286                     | 251                     | 226                     | 120                     | 134                     | 121                     | 74                      | 53                      |
| i)                      |                         |                         |                         |                         |                         |                         |                         |                         |                         |                         |                         |                         |                         | 6                       | 3                       |
| ii)                     |                         |                         |                         |                         |                         |                         |                         |                         |                         |                         |                         |                         |                         | 9                       | 5                       |
| iii)                    |                         |                         |                         |                         |                         |                         |                         |                         |                         |                         |                         |                         |                         | 36                      | 25                      |
| iv)                     |                         |                         |                         |                         |                         |                         |                         |                         |                         |                         |                         |                         |                         | 23                      | 20                      |

```
i)
 0 aos 14 anos;
 ii)
 15 aos 24 anos; 
iii)
 25 aos 64 anos; 
iv)
 65 e mais anos	
```

O Reguengo da Póvoa D' el Rei, no extremo de Trancoso, foi doado pelo Rei D. Afonso V a D. Álvaro Peres de Castro pelos seus feitos em África, onde perdeu um irmão (Carta Régia de 20 de maio de 1464 A.N.T.T, Chancelaria de D. Afonso V.)

## Património
- Igreja de Póvoa de El-Rei;
- Capela da Nossa Senhora do Prado (fonte e chafariz)